# Сухой (ручей, впадает в Вожмозеро)
Сухой — ручей в России, протекает по территории Валдайского сельского поселения Сегежского района Республики Карелии. Длина ручья — 16 км.
Ручей берёт начало из болота без названия и далее течёт преимущественно в юго-юго-восточном направлении по заболоченной местности, протекая в среднем течении через озеро Сухое.
Втекает на высоте 145,1 м над уровнем моря в Вожмозеро, через которое протекает река Вожма, впадающая в Выгозеро.
Населённые пункты на ручье отсутствуют.
Код объекта в государственном водном реестре — 02020001212202000005506.